# 胡雪巖
胡雪巖（1823年9月29日—1885年12月6日），名光墉，字雪巖，以字行，幼名顺官，祖籍安徽绩溪，生于杭州，晚清红顶商人。杭州鼓楼现存胡雪巖故居。

## 生平
胡雪巖幼年喪父，家境貧寒，流離失所，曾做過火腿行夥計、米店夥計等，而後因為記帳仔細，會計高段，因而走入金融業，原本是一位于姓錢莊老闆的掌櫃，老闆因無子，將他視為義子，死後將價值四千多兩白銀的錢莊交由胡雪巖繼承。
清軍克復杭州後，胡雪巖在浙江布政使蔣益澧引荐下，協助時任閩浙總督的左宗棠聯絡“常捷军”。胡雪巖的作為給左宗棠留下了深刻印象，左宗棠後來在奏摺中提到：“按察使銜福建補用道胡光墉，自臣入浙，委辦諸務，悉臻妥協。杭州克復後，在籍籌辦善後，極為得力。其急公好義，實心實力，迥非尋常辦理賑撫勞績可比。”同治五年（1866年），胡又协助左创办福州船政局。同年左调任陕甘总督，胡在上海为左办理采运、筹饷以及订购军火，代其向外國銀行團借款，開中國政府商借外債之先例，涉及本金達1,595萬兩白銀（6笔借款，年息0.975-1.5厘）。
胡雪巖以杭州经营的钱庄為本業，發跡後擴展至当鋪、房地产，也觸及鹽業、茶業、布業、航運、粮食买卖和中藥行、甚至軍火等事業。其中主要以在各行省設有二十多個支店的「阜康錢莊」（此“二十多個支店”数字来自于高陽等人写的小說）。胡雪岩總共擁有6家銀號和3錢莊：上海阜康銀號、阜康雪記錢莊，杭州阜康銀號、泰來錢莊，寧波通裕銀號、通泉錢莊，福州裕成銀號，漢口乾裕銀號，北京阜康福記銀號:48。以及創建於杭州清河坊大井巷的国药号「胡慶餘堂」為兩大主要事業，富甲天下，被譽為一代巨賈，大興土木，營造庭園，並擁有眾多妻妾。曾紀澤就斥責胡雪巖為“奸商謀利，病民蠹國”。據估計其資產最多時曾達一億兩白銀（一億兩数字来自于高陽等人的小說）。
1882年胡雪岩投資5百萬兩銀（並不是誤傳的5千萬兩），囤積生絲15,000包。據英國駐上海領事貿易報告資料顯示，1882年上海全年出口生絲總額為1,730多萬兩，52,000包。“舉江浙二省之育蠶村鎮，而一律給予定金，令勿售外人，完全售與胡氏”，1882年洋商想購買蠶絲，卻“一斤一两亦不可得”，对胡的垄断无可奈何。次年胡又试图联合华商垄断，无人理睬，此时洋商已经彻底被激怒“共誓今年不贩生丝”，加上美國鐵路股票崩盤，導致世界经济危机，使上海生丝銷售停滞。1883年，據英國駐上海領事貿易報告資料顯示，胡放了一年的生絲不得不折本出售，估計損失約150萬兩（並不是誤傳的的1,500萬兩）。
上海道員邵友濂在親家李鴻章授意下故意拖延胡雪巖的餉款二十日。胡雪巖缺乏現金，無奈之下從自己的錢莊，調現銀五千万两周轉（此数字来自于高陽等人写的小說）。消息传出，一時市面大传，胡雪岩积囤生丝，大赔血本，並挪用錢莊的存款，故杭州府存戶開始擠兌，於是1883年10月6日胡氏杭州的「泰来钱庄」最先倒闭，接連各地皆發生擠兌風潮，至11月2日上海阜康銀號倒閉後，各埠胡氏其餘7家銀號、錢莊繼之:48。
童元松评论说：“1883年爆发的金融风潮是19世纪中国影响最大的一次，是由胡光墉囤积生丝投机失败引起的”。1883年倒賬風潮，是有四大事件引起的（胡的倒賬只是其中之一）：1、金嘉記絲棧倒閉累及40家錢莊，2、徐潤地產失敗牽連滬上22家錢莊，3、胡的倒賬，4、招商局拖欠錢莊款項:44-49。1884年胡雪巖終於破產，負債累累，遣散姬妾、僕人、婢女。
1885年十一月初一日（新曆12月6日），在孤寂潦倒中离世。十一天后，戶部尚書閻敬銘奏請速將胡“拏交刑部嚴追，定擬治罪”，並將其“家屬押追著落，掃數完繳”。杭州知府吴世荣率領錢塘、仁和兩縣令，發兵前往抄家查封，結果發現“所有家產，前已變抵公私各款，現人亡財盡，無產可封。”

## 評價
- 高陽《紅頂商人》評胡雪巖︰「其實胡雪巖的手腕也很簡單，胡雪巖會說話，更會聽話，不管那人是如何言語無味，他能一本正經，兩眼注視，彷彿聽得極感興味似的。同時，他也真的是在聽，緊要關頭補充一、兩語，引申一、兩義，使得滔滔不絕者，有莫逆於心之快，自然覺得投機而成至交」。

## 胡雪巖大事紀

### 小人物時期
- 1823年：生于杭州。
- 1837年：14歲到「信和錢莊」當學徒。

### 起步期
- 1860年：胡雪巖37歲時，王有齡升任浙江巡撫，感恩圖報，鼎力相助胡氏的「阜康錢莊」。
- 1862年：胡39歲時投靠新任閩浙總督左宗棠。

### 發達期
- 1866年：協助左宗棠在福州開辦「福州船政局」，成立中國史上第一家新式造船廠。
- 1872年：出面舉債，供應左宗棠西征新疆軍費。
- 1877年：幫左宗棠創建「蘭州織呢總局」，是中國近代史上最早的一所官辦輕工企業。
- 1878年：55歲成立「胡慶餘堂」藥號，正式營業。
- 1881年：58歲向英國匯豐銀行借外債助左宗棠西征軍，左宗棠戰勝，胡被授予布政使銜（三品），賞穿黃馬褂、官帽上可用二品紅色頂戴，並總辦「四省公庫」。

### 衰退期
- 1882年：在上海開辦蠶絲廠，耗銀2000萬兩，企圖壟斷絲繭貿易，卻引起外商聯合抵制。
- 1883年：被迫賤賣絲，損失1000萬兩，開始週轉不靈，銀莊遭擠兌，其後各地商號倒閉，終於破產。這也成了壓倒駱駝的最後一根稻草。隨後，被慈禧太后下令革職抄家。
- 1885年：62歲抑鬱而終。

## 胡學精髓
- 以錢賺錢，不如以人賺錢。
- 前半夜想想別人，後半夜想想自己。
- 八個罈子七個蓋，蓋來蓋去不穿幫，這就是會做生意。
- 胡慶餘堂「戒欺」
- 掌握好嘴和耳，就掌握了整个世界。
- 拿別人的利害，當自己的禍福。

## 相关作品
- 胡雪巖专刊 （页面存档备份，存于） - 新意文化网
- 高陽作品：《胡雪巖》、《紅頂商人》、《燈火樓臺》
- 電視劇《八月桂花香》（1988年，台視）
- 25集电视剧《红顶商人胡雪巖》，编剧：二月河。
- 23集电视剧《胡雪巖》,导演：金韬。
- 《胡雪巌靈活變通官商之道》，胡雪巌原典，東野君編譯，林鬱文化出版，台北市，2002年12月
- 《胡雪巖》，二月河、薛家柱著，麥田出版，臺北市，2007年12月
- 《胡雪巖的啓示》，CCTV10《百家講壇》，曾仕強主講[14][15]
  - 曾仕强. . 陝西師範大學出版社. 2008年8月 （中文（中国大陆））.
  - 曾仕強. . 商周出版. 2010年3月 （中文（臺灣））.[16]
- 舞台劇《紅頂商人胡雪巖》（1999年2月，中英劇團）
- 戲曲《胡雪巖》（2008年9月，春天戲曲發展）
- 舞台劇《親愛的，胡雪巖》（2016年10月及2018年8月，香港話劇團）